# Bryan Mbeumo
Bryan Mbeumo (* 7. srpna 1999 Avallon) je kamerunský profesionální fotbalista, který hraje na pozici křídelníka za anglický klub Manchester United a za kamerunský národní tým. Je odchovancem akademie Troyes AC a je bývalý mládežnický reprezentant Francie.

## Klubová kariéra

### Troyes AC
Křídelník Mbeumo se připojil k akademii Troyes AC ve věku 14 let a v sezóně 2016/17 se dostal do rezervního týmu. Mbeumo debutoval v A-týmu 17. února 2018 při ligovém vítězství 1: 0 nad FC Metz a během sezóny 2017/18 odehrál ještě tři další utkání (všechna z lavičky), nicméně klub sestoupil do Ligue 2. Sestup pomohl Mbeumovi proniknout do stabilní základní sestavy týmu. Poprvé se v ní objevil 31. srpna 2018, v ligovém zápase proti Paris FC. Svůj první gól v dresu Troyes vstřelil 21. září téhož roku, a to do sítě Le Havru. Střelecky se prosadil i v následujícím zápase, když vstřelil jedinou branku utkání proti AJ Auxerre. Svoji střeleckou formu potvrdil i v dalším kole; v zápase proti LB Châteauroux nejprve v 9. minutě otevřel skóre a v druhém poločase přihrál na dvě branky útočníkovi Kévinu Fortunému (zápas skončil výhrou Troyes 3:0). Svoji gólovou sérii natáhl na čtyři zápasy, když dal jedinou branku svého týmu při prohře se Sochaux-Montbéliard. V sezóně, kterou Troyes skončili na 3. příčce v druhé nejvyšší soutěži, vstřelil Mbeumo 10 ligových branek v 36 zápasech.
I přes spekulace o Mbeumově odchodě, začal sezónu 2019/20 v dresu Troyes. V prvním kole Ligue 2 se střelecky prosadil do sítě Chamois Niortais FC a upravil skóre na konečných 0:2.

### Brentford
Dne 5. srpna 2019 se Mbeumo přestěhoval do Anglie a přestoupil do druholigového klubu Brentford FC za částku okolo 6 miliónů liber. V klubu podepsal pětiletou smlouvu. Debutoval 10. srpna v ligovém zápase proti Middlesbrough. 31. srpna vstřelil svoji první branku v dresu The Bees, a to při výhře 3:0 proti Derby County; v zápase také asistoval na branku Ollieho Watkinse. Během sezóny 2019/20, kterou Brentford zakončil postupem do postupového play-off, odehrál 47 utkání a vstřelil 16 gólů. Mbeumo si svými výkony vysloužil nominaci na ocenění pro nejlepšího hráče EFL Championship a pro nejlepšího mladého hráče stejné soutěže.
Ve druhém kole sezóny 2020/21, dne 19. září, proti Huddersfieldu nejprve Mbeumo asistoval na branku Marcuse Forsse a následně v 91. minutě dal gól na konečných 3:0. Na podzim 2020 nebyl střelecky produktivní, na svou další branku musel počkat až na konec prosince, kdy se dvakrát prosadil do sítě Readingu. V sezóně odehrál 49 utkání, ve kterých vstřelil 8 branek, a pomohl tak Brentfordu k dalšímu postupu do play-off o Premier League. Tentokráte Včely uspěly poté, co nejprve v semifinále vyřadily Bournemouth a pak ve finále porazily Swansea 2:0.
Mbeumo debutoval v Premier League v prvním kole sezóny 2021/22, když odehrál 86 minut londýnského derby proti Arsenalu, které Brentford překvapivě vyhrál poměrem 2:0.

## Statistiky
K 11. září 2021
| Klub      | Sezóna  | Liga           | Liga   | Liga | Národní pohár | Národní pohár | Ligový pohár | Ligový pohár | Ostatní | Ostatní | Celkem | Celkem |
| Klub      | Sezóna  | Liga           | Zápasy | Góly | Zápasy        | Góly          | Zápasy       | Góly         | Zápasy  | Góly    | Zápasy | Góly   |
| --------- | ------- | -------------- | ------ | ---- | ------------- | ------------- | ------------ | ------------ | ------- | ------- | ------ | ------ |
| Troyes    | 2017/18 | Ligue 1        | 4      | 0    | 0             | 0             | 0            | 0            | ―       | ―       | 4      | 0      |
| Troyes    | 2018/19 | Ligue 2        | 36     | 10   | 1             | 0             | 3            | 1            | ―       | ―       | 40     | 11     |
| Troyes    | 2019/20 | Ligue 2        | 2      | 1    | ―             | ―             | ―            | ―            | ―       | ―       | 2      | 1      |
| Troyes    | Celkem  | Celkem         | 42     | 11   | 1             | 0             | 3            | 1            | ―       | ―       | 46     | 12     |
| Brentford | 2019/20 | Championship   | 45     | 16   | 1             | 0             | 1            | 0            | ―       | ―       | 47     | 16     |
| Brentford | 2020/21 | Championship   | 47     | 8    | 0             | 0             | 2            | 0            | ―       | ―       | 49     | 8      |
| Brentford | 2021/22 | Premier League | 4      | 0    | 0             | 0             | 1            | 1            | ―       | ―       | 5      | 1      |
| Brentford | Celkem  | Celkem         | 96     | 24   | 1             | 0             | 4            | 1            | ―       | ―       | 101    | 25     |
| Celkem    | Celkem  | Celkem         | 138    | 35   | 2             | 0             | 7            | 2            | ―       | ―       | 147    | 37     |

## Ocenění

### Klubové

#### Brentford
- Play-off EFL Championship: 2021[19]